# Oost-Timor (provincie)
Oost-Timor (Indonesisch: Timor Timur) was de facto een provincie van Indonesië tussen 1976 en 1999 tijdens de Indonesische bezetting. Het grondgebied kwam overeen met het voormalige Portugees-Timor en het huidige onafhankelijke land Oost-Timor.

## Geschiedenis
Van 1702 tot 1975 was Oost-Timor een overzees gebiedsdeel van Portugal, genaamd "Portugees Timor". In 1974 begon Portugal een proces van geleidelijke dekolonisatie van de resterende overzeese gebiedsdelen, inclusief Portugees-Timor. Tijdens dit proces brak er een burgerconflict uit tussen verschillende Timorese politieke partijen. In 1975 viel Indonesië Oost-Timor binnen en in 1976 annexeerde het formeel het gebied en verklaarde het tot zijn 27e provincie, genaamd "Timor Timur". De Verenigde Naties erkenden de annexatie echter niet en bleven Portugal beschouwen als de legitieme bestuursmacht van Oost-Timor. Na het einde van de Indonesische bezetting in 1999 en een door de Verenigde Naties geleide overgangsperiode, werd Oost-Timor in 2002 formeel onafhankelijk van Portugal en nam het als landsnaam Oost-Timor aan.